# ロバート・ド・ボーモン (初代レスター伯)
初代レスター伯およびムーラン伯ロバート・ド・ボーモン（Robert de Beaumont, 1st Earl of Leicester, Count of Meulan, 1040/50年 - 1118年6月5日）は、有力なノルマン貴族であり、1066年のノルマン・コンクエストにおいてウィリアム征服王の数少ない盟友の一人として認められ、当時最も賢明な人物の一人として崇敬された。年代記作者たちはその雄弁さと学識を高く評価し、イングランド王もロバートの助言を高く評価した。ウィリアム征服王とヘンリー1世からイングランド（主にミッドランド地方）に広大な土地を与えられ、レスター伯に叙せられた。

## 生涯
ロバートは1040年から1050年の間に、ロジェ・ド・ボーモン（1015年 - 1094年）とその妻アドリーヌ・ド・ムーラン（1081年没）の長男として生まれた。母アドリーヌはムーラン伯ガレラン3世とオードの娘である。ロバートは遠縁のノルマンディー公ウィリアム征服王の下で1066年のヘイスティングズの戦いで戦ったことが現存する文書に具体的に言及されている、ウィリアム征服王の15人の仲間の一人である。ノルマンディー軍の右翼歩兵隊の指揮官を務め、そのことはほぼ同時代のギヨーム・ド・ポワティエによる以下の記述からも明らかである。
「あるノルマンディー人、ロジェ・ド・ボーモンの息子ロバートは、ムーラン伯アンリの甥であり、アンリの妹アドリーヌを通じてムーラン伯の相続人であったが、その日初めて戦闘に臨んだ。彼はまだ若かったが、永遠に記憶されるに値する勇敢な行いを見せた。右翼で指揮する部隊の先頭に立って、彼は攻撃を仕掛けこの上ない勇気と成功を見せた。」
ロバートは、その功績により、1086年のドゥームズデイ・ブックに記されているように、敗れたイングランド人から没収された91以上の荘園を獲得した。
1081年に母が亡くなると、ロバートはノルマンディーのムーラン伯、イヴリー子爵、ノートン領主の地位を相続した。ロバートはこれらの領地をフランス王フィリップ1世に献上し、ポワシーで開催された議会ではフランス貴族として議席を得た。
ロバートと弟のヘンリーは、ハンプシャーのニューフォレストで王室の狩猟隊の一員であったが、1100年8月2日、ウィリアム2世（1087年 - 1100年）が誤って矢で射殺された。ロバートはウィリアム2世の弟であるヘンリー1世（1100年 - 1135年）に忠誠を誓い、1107年にレスター伯に叙せられた。
ウィリアム2世の死後、エヴルー伯ギヨームとラウル2世・ド・コンシュは、ロバートが国王に与えた助言によって損害を受けたと偽って、ロバートのノルマンディー領に侵入した。エヴルー伯らの襲撃は成功し、莫大な戦利品を獲得した。
叙任権闘争のイングランドにおいて、ロバートは1105年3月26日、教皇パスカリス2世により破門された。これは、ヘンリー1世に対し教会法に反してイングランド領内の司教を選出し続けるよう助言したためであった。1106年のある時期、ヘンリー8世は亡命中のカンタベリー大司教アンセルムスにこの破門を取り消させることに成功した。アンセルムスの（いくぶん僭越な）行為は、最終的にパスカリス2世によって承認された。
ヘンリー・オブ・ハンティンドンによると、ロバートは「ある伯爵が、何らかの陰謀か力と策略によって、婚約していた女性を連れ去った」後、屈辱のあまり死んだとされている。ロバートはヘイスティングズの戦いに参加した最後のノルマン貴族であった。
ロバート・ド・ボーモンはノルマンディーのサン＝ピエール・ド・プレオー修道院に埋葬された。

## 結婚と子女
1096年、50歳頃に、ヴェルマンドワ伯ユーグ1世（1053年 - 1101年）とアデライード・ド・ヴェルマンドワ（1050年 - 1120年）の娘である11歳のエリザベート（またはイザベル）・ド・ヴェルマンドワと結婚した。ロバートの死後、エリザベートは1118年に第2代サリー伯ウィリアム・ド・ワーレンと再婚した。ロバートとエリザベートの間には以下の子女が生まれた。
- ロバート（1104年 - 1168年） - 第2代レスター伯、ヘレフォード伯[13]
- ワレラン（1104年 - 1166年） - ムーラン伯、初代ウスター伯[13]
- ヒュー（1106年頃生） - 初代ベッドフォード伯[13]
- エマ（1102年生）
- アデリーヌ（またはアルベリー）（1107年頃生） - 最初に第4代モンフォール＝シュル＝リール領主ユーグ4世と結婚し[2]、次にデヴォンのビデフォード荘園の領主リチャード・ド・グランヴィル（1147年没）と結婚した。
- オーブリー（1109年頃生） - シャトーヌフ＝アン＝ティメレ領主ユーグ2世と結婚[2]
- アグネス - 修道女
- モード（1111年頃生） - ウィリアム・ロヴェルと結婚[2]
- イザベル（1102年以降生） - イングランド王ヘンリー1世の愛妾[14]。最初に初代ペンブルック伯ギルバート・ド・クレアと結婚し[14]、後にアイルランド総司令官エルヴェ・ド・モンモランシーと結婚した。